# 朱善
朱 善（しゅ ぜん、1314年 - 1385年）は、元末明初の学者。字は備万、号は一斎。本貫は隆興府豊城県。

## 生涯
朱隠（号は灊峰先生）の子として生まれた。9歳で経書や史書の主旨に通じ、文章を作ることができた。元末の兵乱にあって、山中に隠れ、継母に孝事して知られた。洪武初年、南昌教授となった。洪武8年（1375年）、廷試で首席の成績を挙げて状元となった。翰林院修撰に任じられた。翌年、上奏が洪武帝の意思に反していたため、翰林院典籍に転じ、追放されて故郷に帰った。
洪武17年（1384年）、朱善は再び召し出されて翰林院待詔となった。上疏して婚姻律を論じて「民間では母方のおばおじや母方のいとこ同士は、法により結婚できません。違反した家が訴えられると、すでにめとった嫁が絶縁させられ、既婚の者が離縁させられ、極端な例では子どもができているのに、役人が奪っていく始末です。旧律を調べると、尊属年長と卑属幼少とのあいだの婚姻は禁止されています。母方のおばおじとの結婚は卑属幼少が尊属年長と婚姻することになるのでできないことになります。しかし母方のいとこ同士は尊卑関係がなく禁に触れないことになります。東周のとき、周の王族と結婚できたのは、斉・宋・陳・杞の異姓諸侯の一族だけに過ぎませんでした。このため異姓の大国を「伯舅」といい、小国を「叔舅」といいました。列国の斉・宋・魯・秦・晋は、また各自が甥舅の国となりました。後世には、晋の王氏と謝氏、唐の崔氏と盧氏、潘氏と楊氏、朱氏と陳氏はみな歴代にわたって婚姻関係を結んでいました。温嶠は母方のいとこをめとり、呂滎公の夫人の張氏はその母の申国夫人の姉の娘でした。むかしの人はこのようにいとこ婚が多かったのです。願わくば群臣に下して議論させ、その禁を緩められんことを」といった。洪武帝はこれを許した。朱善は宮中の宴会で劉三吾・汪叡とともに三老と称された。
洪武18年（1385年）、朱善は文淵閣大学士に抜擢された。5月、范浚『心箴』を進講した。9月、『周易』家人卦を講義して、洪武帝に喜ばれた。退官を告げて帰郷した。この月のうちに死去した。享年は72。
正徳年間、文恪と追諡された。著書に『詩解頤』4巻・『史輯』・『一斎集』10巻があった。